# Copa de la Liga de Francia 2014-15
La Copa de la Liga de Francia 2014-15 (en francés: Coupe de la Ligue 2014-15) fue la vigésimo primera edición del torneo de la Copa de la Liga de Francia. Contó con la participación de 20 equipos de la Ligue 1, 20 de la Ligue 2 y 2 del Championnat National. Comenzó a jugarse el 23 de agosto de 2014 y finalizó el 11 de abril de 2015. El campeón, París Saint-Germain, se clasificó para la Liga Europa de la UEFA 2015-16, pero como ya había logrado clasificarse para la Liga de Campeones de la UEFA 2015-16 por la vía de la Ligue 1, el cupo fue otorgado al SC Bastia.

## Competición

### Primera ronda
La primera ronda de encuentros se llevó a cabo el 12 de agosto de 2014. Los 10 ganadores aseguran su lugar en la segunda ronda.
| 12 de agosto de 2014 | Valenciennes | 1:3 (0:1) | Troyes                                 | Stade du Hainaut, Valenciennes                           |                                                          |
|                      | Nguette 56'  | Reporte   | Gimbert 23' · Ayasse 58' · Darbion 74' | Asistencia: 4.640 espectadores Árbitro(s): Olivier Thual | Asistencia: 4.640 espectadores Árbitro(s): Olivier Thual |

| 12 de agosto de 2014 | Tours                                              | 2:2 (1:0) (t. s.)(2:2 t. s.)(2 – 4 p.) | Dijon                                      | Stade de la Vallée du Cher, Tours                          |                                                            |
|                      | Diaz 6' · Adnane 64'                               | Reporte                                | Diony 66' · Babit 71'                      | Asistencia: 3.578 espectadores Árbitro(s): Sylvain Palhies | Asistencia: 3.578 espectadores Árbitro(s): Sylvain Palhies |
|                      |                                                    | Tiros desde el punto penal             |                                            |                                                            |                                                            |
|                      | Chavalerin · Ketkeophomphone · Bouhours · Fontaine |                                        | Philippoteaux · Varrault · Gastien · Diony |                                                            |                                                            |

| 12 de agosto de 2014 | Stade Lavallois             | 2:0 (0:0) | FC Sochaux | Stade Francis Le Basser, Laval                              |                                                             |
|                      | Robic 11' · Gonçalves 90+3' | Reporte   |            | Asistencia: 5.737 espectadores Árbitro(s): Alexandre Castro | Asistencia: 5.737 espectadores Árbitro(s): Alexandre Castro |

| 12 de agosto de 2014 | Nancy                      | 2:1 (1:0) | Le Havre    | Stade Marcel Picot, Tomblaine                                 |                                                               |
|                      | Coulibaly 12' · Grange 45' | Reporte   | Manzala 55' | Asistencia: 12.579 espectadores Árbitro(s): Sébastien Moreira | Asistencia: 12.579 espectadores Árbitro(s): Sébastien Moreira |

| 12 de agosto de 2014 | Arles-Avignon         | 3:2 (1:1) | Chamois Niortais | Parc des Sports, Aviñón                                           |                                                                   |
|                      | Ngakoutou 19' 54' 86' | Reporte   | Koné 24' 70'     | Asistencia: 1.093 espectadores Árbitro(s): Alexandre Perreau Niel | Asistencia: 1.093 espectadores Árbitro(s): Alexandre Perreau Niel |

| 12 de agosto de 2014 | Clermont   | 1:0 (1:0) | Istres | Stade Gabriel Montpied, Clermont-Ferrand                  |                                                           |
|                      | Capelle 5' | Reporte   |        | Asistencia: 1.962 espectadores Árbitro(s): Romain Delpech | Asistencia: 1.962 espectadores Árbitro(s): Romain Delpech |

| 12 de agosto de 2014 | Orléans                                              | 1:1 (1:0) (t. s.)(1:1 t. s.)(3 – 4 p.) | Auxerre                                     | Stade de la Source, Orléans                                 |                                                             |
|                      | Maah 45+4'                                           | Reporte                                | Chérif 44'                                  | Asistencia: 4.089 espectadores Árbitro(s): Yohann Rouinsard | Asistencia: 4.089 espectadores Árbitro(s): Yohann Rouinsard |
|                      |                                                      | Tiros desde el punto penal             |                                             |                                                             |                                                             |
|                      | Louisy-Daniel · Glombard · Loval · Delonglée · Tomas |                                        | Lefebvre · Haller · Ben Idir · Boly · Viale |                                                             |                                                             |

| 12 de agosto de 2014 | Angers                   | 2:1 (1:1) | Nîmes     | Jean-Bouin Stadium, Angers                                |                                                           |
|                      | Blayac 7' · Thomas 90+1' | Reporte   | Nouri 10' | Asistencia: 4.425 espectadores Árbitro(s): Amaury Delerue | Asistencia: 4.425 espectadores Árbitro(s): Amaury Delerue |

| 12 de agosto de 2014 | Bastia      | 1:2 (0:0) | Créteil                     | Stade Armand Cesari, Furiani                            |                                                         |
|                      | Ripart 108' | Reporte   | Diedhiou 96' · Essombé 105' | Asistencia: 450 espectadores Árbitro(s): Didier Falcone | Asistencia: 450 espectadores Árbitro(s): Didier Falcone |

| 12 de agosto de 2014 | Brest                            | 1:1 (0:0) (t. s.)(1:1 t. s.)(2 – 4 p.) | GFCO Ajaccio                             | Stade Francis-Le Blé, Brest                              |                                                          |
|                      | Grougi 90+1'                     | Reporte                                | Larbi 64'                                | Asistencia: 4.917 espectadores Árbitro(s): William Lavis | Asistencia: 4.917 espectadores Árbitro(s): William Lavis |
|                      |                                  | Tiros desde el punto penal             |                                          |                                                          |                                                          |
|                      | Moimbé · Ramaré · Perez · Grougi |                                        | Martinez · François · Mayi · Ducourtioux |                                                          |                                                          |

### Segunda ronda
La ronda contó con los 10 ganadores de los partidos de la primera ronda, más Ajaccio y Châteauroux, que quedaron exentos de la primera ronda. Los partidos se disputarón el 26 de agosto de 2014.
| 26 de agosto de 2014 | Auxerre                 | 3:0 (2:0) | Nancy | Stade de l'Abbé-Deschamps, Auxerre |                               |
|                      | Viale 9' 41' 73' (pen.) | Reporte   |       | Árbitro(s): Sébastien Desiage      | Árbitro(s): Sébastien Desiage |

| 26 de agosto de 2014 | Châteauroux | 1:3 (1:1) | Clermont Foot                          | Stade Gaston-Petit, Châteauroux |                               |
|                      | Thil 19'    | Reporte   | Sawadogo 35' · Novillo 82' · Saadi 90' | Árbitro(s): Sébastien Desiage   | Árbitro(s): Sébastien Desiage |

| 26 de agosto de 2014 | Angers SCO   | 1:2 (1:0) | Arles-Avignon  | Stade Jean Bouin, Angers                                |                                                         |
|                      | Eudeline 24' | Reporte   | Hammar 66' 75' | Asistencia: 3.583 espectadores Árbitro(s): Johann Hamel | Asistencia: 3.583 espectadores Árbitro(s): Johann Hamel |

| 26 de agosto de 2014 | Stade Lavallois | 1:0 (0:0) | Dijon | Stade Francis Le Basser, Laval                          |                                                         |
|                      | Diallo 51'      | Reporte   |       | Asistencia: 3.824 espectadores Árbitro(s): Floris Aubin | Asistencia: 3.824 espectadores Árbitro(s): Floris Aubin |

| 26 de agosto de 2014 | Créteil                  | 2:1 (1:1) | GFCO Ajaccio | Stade Dominique Duvauchelle, Furiani                      |                                                           |
|                      | Seck 34' · Piquionne 80' | Reporte   | François 45' | Asistencia: 1.812 espectadores Árbitro(s): Olivier Husset | Asistencia: 1.812 espectadores Árbitro(s): Olivier Husset |

| 26 de agosto de 2014 | Troyes      | 1:4 (0:0) | Ajaccio                                     | Stade de l'Aube, Troyes                                    |                                                            |
|                      | Azamoum 67' | Reporte   | Madri 52' · Fauvergue 54' · Oliech 59', 65' | Asistencia: 6.904 espectadores Árbitro(s): Stephane Jochem | Asistencia: 6.904 espectadores Árbitro(s): Stephane Jochem |

### Tercera ronda
La tercera ronda se llevó a cabo los días 28 y 29 de octubre, cuenta con la participación de los seis ganadores de la segunda ronda y además de 14 clubes de la Ligue 1 que no participan en las competiciones europeas.
| 28 de octubre de 2014 | Evian   | 1:2 (1:1) | Lorient                | Parc des Sports, Annecy                                   |                                                           |
|                       | Wass 8' | Reporte   | Lavigne 15' · Ayew 73' | Asistencia: 4.526 espectadores Árbitro(s): Clement Turpin | Asistencia: 4.526 espectadores Árbitro(s): Clement Turpin |

| 28 de octubre de 2014 | Reims                         | 2:3 (0:0) (t. s.) | Arles-Avignon                           | Stade Auguste Delaune, Reims                              |                                                           |
|                       | de Préville 29' · Courtet 90' | Reporte           | Niang 63' · Savanier 81' · Ouaamar 102' | Asistencia: 7.336 espectadores Árbitro(s): Antony Gautier | Asistencia: 7.336 espectadores Árbitro(s): Antony Gautier |

| 28 de octubre de 2014 | Montpellier HSC | 0:1 (0:1) | AC Ajaccio | Stade de la Mosson, Montpellier                              |                                                              |
|                       |                 | Reporte   | Madri 44'  | Asistencia: 7.386 espectadores Árbitro(s): Sebastien Moreira | Asistencia: 7.386 espectadores Árbitro(s): Sebastien Moreira |

| 28 de octubre de 2014 | SM Caen                                     | 4:3 (0:0) (t. s.) | Clermont Foot                          | Stade Michel d'Ornano, Caen                                  |                                                              |
|                       | Feret 55' · Duhamel 72' 120+1' · Bazile 83' | Reporte           | Dugimont 49' · Novillo 61' · Diogo 88' | Asistencia: 8.635 espectadores Árbitro(s): Bartolomeu Varela | Asistencia: 8.635 espectadores Árbitro(s): Bartolomeu Varela |

| 28 de octubre de 2014 | Nantes                                        | 4:0 (1:0) | Stade Lavallois | Stade de la Beaujoire, Nantes                                 |                                                               |
|                       | Shechter 4' 90+1' · Bessat 57' · Bangoura 72' | Reporte   |                 | Asistencia: 24.551 espectadores Árbitro(s): Sebastien Desiage | Asistencia: 24.551 espectadores Árbitro(s): Sebastien Desiage |

| 28 de octubre de 2014 | RC Lens | 0:2 (0:0) | Créteil                 | Stade de la Licorne, Amiens                                  |                                                              |
|                       |         | Reporte   | Lesage 58' · Genest 87' | Asistencia: 24.551 espectadores Árbitro(s): Alexandre Castro | Asistencia: 24.551 espectadores Árbitro(s): Alexandre Castro |

| 28 de octubre de 2014 | SC Bastia                 | 3:1 (0:1) | Auxerre    | Stade Armand Cesari, Bastia                               |                                                           |
|                       | Ayité 58' · Cissé 64' 71' | Reporte   | Mbombo 13' | Asistencia: 4.381 espectadores Árbitro(s): Amaury Delerue | Asistencia: 4.381 espectadores Árbitro(s): Amaury Delerue |

| 28 de octubre de 2014 | Toulouse       | 1:3 (0:2) | Girondins de Burdeos                     | Stade de Toulouse, Toulouse                               |                                                           |
|                       | Akpa-Akpro 84' | Reporte   | Pallois 17' · Contento 24' · Diabaté 68' | Asistencia: 11.331 espectadores Árbitro(s): Fredy Fautrel | Asistencia: 11.331 espectadores Árbitro(s): Fredy Fautrel |

| 29 de octubre de 2014 | OGC Nice                                        | 3:3 (2:3) (t. s.)(3:3 t. s.)(2 – 3 p.) | Metz                                    | Allianz Riviera, Niza                                   |                                                         |
|                       | Maupay 20' · Bosetti 37' · Cvitanich 88' (pen.) | Reporte                                | Palomino 5' · Ngbakoto 13' · Vion 17'   | Asistencia: 9.560 espectadores Árbitro(s): Ruddy Buquet | Asistencia: 9.560 espectadores Árbitro(s): Ruddy Buquet |
|                       |                                                 | Tiros desde el punto penal             |                                         |                                                         |                                                         |
|                       | Bodmer · Cvitanich · Pléa · Eysseric · Bosetti  |                                        | Malouda · Doukouré · Marchal · Palomino |                                                         |                                                         |

| 29 de octubre de 2014 | Stade Rennais                 | 2:1 (0:1) | Olympique de Marsella | Stade de la Route de Lorient, Rennes                     |                                                          |
|                       | Konradsen 60' · Hosiner 90+3' | Reporte   | Batshuayi 19'         | Asistencia: 26.660 espectadores Árbitro(s): Saïd Ennjimi | Asistencia: 26.660 espectadores Árbitro(s): Saïd Ennjimi |

### Octavos de final
El sorteo de los octavos de final de la edición de la Copa de la Liga tuvo lugar el 5 de noviembre de 2014. La ronda contó con los diez ganadores de la tercera ronda y seis clubes de la Ligue 1 que se clasificaron para las competiciones europeas en la temporada 2013-14. Los partidos se disputaron el 16 y el 17 de diciembre de 2014.
| 16 de diciembre de 2014 | SC Bastia                           | 3:2 (1:1) (t. s.) | SM Caen               | Stade Armand Cesari, Bastia                              |                                                          |
|                         | Gillet 42' · Koné 89' · Mokulu 103' | Reporte           | Privat 12' · Sáez 72' | Asistencia: 3.034 espectadores Árbitro(s): Philippe Kalt | Asistencia: 3.034 espectadores Árbitro(s): Philippe Kalt |

| 16 de diciembre de 2014 | FC Nantes                                                                   | 4:2 (0:0) (t. s.) | FC Metz                   | Stade de la Beaujoire, Nantes |                            |
|                         | Vizcarrondo 71' · Gakpe 62' (pen.) · Johan Audel 92' · Ismaël Bangoura 118' | Reporte           | Falcon 60' · Doukoure 62' | Árbitro(s): Amaury Deleure    | Árbitro(s): Amaury Deleure |

| 17 de diciembre de 2014 | FC Lorient | 0:1 (0:0) | Saint-Étienne | Stade du Moustoir, Lorient |                            |
|                         |            | Reporte   | Hamouma 48'   | Árbitro(s): Benoit Bastien | Árbitro(s): Benoit Bastien |

| 17 de diciembre de 2014 | Arles-Avignon | 0:2 (0:1) | Guingamp                   | Parc des Sports, Annecy                                  |                                                          |
|                         |               | Reporte   | Mandanne 13' · Beauvue 68' | Asistencia: 1.676 espectadores Árbitro(s): Wilfried Bien | Asistencia: 1.676 espectadores Árbitro(s): Wilfried Bien |

| 17 de diciembre de 2014 | Rennes     | 1:0 (0:0) | Créteil | Stade de la Route de Lorient, Rennes                       |                                                            |
|                         | Armand 69' | Reporte   |         | Asistencia: 12.300 espectadores Árbitro(s): Mickael Lesage | Asistencia: 12.300 espectadores Árbitro(s): Mickael Lesage |

| 17 de diciembre de 2014 | Olympique de Lyon                                      | 0:0 (t. s.)(1:1 t. s.)(4-5 p.) | AS Mónaco                                                 | Stade de Gerland, Lyon                                     |                                                            |
|                         | Lacazette 105'                                         | Reporte                        | Carrasco 94'                                              | Asistencia: 21.541 espectadores Árbitro(s): Antony Gautier | Asistencia: 21.541 espectadores Árbitro(s): Antony Gautier |
|                         |                                                        | Tiros desde el punto penal     |                                                           |                                                            |                                                            |
|                         | Gonalons · Lacazette · Ghezzal · Koné · Umtiti · Ferri |                                | Toulalan · López · Martial · Fabinho · Bernardo · Ocampos |                                                            |                                                            |

| 17 de diciembre de 2014 | Lille OSC                                                                         | 1:1 (1:1) (t. s.)(1:1 t. s.)(6-5 p.) | Girondins de Burdeos                                                            | Stade Pierre-Mauroy, Lille                                 |                                                            |
|                         | Frey 30'                                                                          | Reporte                              | Mariano 17'                                                                     | Asistencia: 10.035 espectadores Árbitro(s): Clement Turpin | Asistencia: 10.035 espectadores Árbitro(s): Clement Turpin |
|                         |                                                                                   | Tiros desde el punto penal           |                                                                                 |                                                            |                                                            |
|                         | Balmont · Meïté · Rodelin · Sidibé · Mendes · Origi · Enyeama · Rozehnal · Souaré |                                      | Sertic · Faubert · Plasil · Touré · Diabaté · Pallois · Sané · Traoré · Mariano |                                                            |                                                            |

| 17 de diciembre de 2014 | AC Ajaccio         | 1:3 (1:0) | París Saint-Germain                    | Stade François Coty, Ajaccio                               |                                                            |
|                         | Cavalli pen.' (27) | Reporte   | Cavani 55' · Aurier 80' · Bahebeck 84' | Asistencia: 4.980 espectadores Árbitro(s): Stephane Lannoy | Asistencia: 4.980 espectadores Árbitro(s): Stephane Lannoy |

### Cuartos de final
El sorteo de los cuartos de final se celebró el 17 de diciembre de 2014 tras la conclusión de los partidos de octavos de final. La ronda contó con los ocho ganadores de los partidos de octavos de final y se disputó el 13 y 14 de enero de 2015.
| 13 de enero de 2015 | SC Bastia                                                             | 3:1 (0:1) | Rennes             | Stade Armand Cesari, Bastia                               |                                                           |
|                     | Sébastien Squillaci 46' · Romain Danze 71' (a.g.) · Djibril Cissé 90' | Reporte   | 12' Sylvain Armand | Asistencia: 4.386 espectadores Árbitro(s): Clément Turpin | Asistencia: 4.386 espectadores Árbitro(s): Clément Turpin |

| 13 de enero de 2015 | Saint-Étienne | 0:1 (0:0) | París Saint-Germain    | Stade Geoffroy-Guichard, Saint-Étienne                   |                                                          |
|                     |               | Reporte   | Zlatan Ibrahimović 72' | Asistencia: 28.855 espectadores Árbitro(s): Saïd Ennjimi | Asistencia: 28.855 espectadores Árbitro(s): Saïd Ennjimi |

| 14 de enero de 2015 | AS Mónaco                                   | 2:0 (1:0) | Guingamp | Stade Louis II, Montecarlo                                   |                                                              |
|                     | Dimitar Berbatov 8' · Anthony Martial 90+4' | Reporte   |          | Asistencia: 4.785 espectadores Árbitro(s): Nicolas Rainville | Asistencia: 4.785 espectadores Árbitro(s): Nicolas Rainville |

| 14 de enero de 2015 | Lille OSC                             | 2:0 (1:0) | FC Nantes | Stade Pierre-Mauroy, Lille                               |                                                          |
|                     | Sébastien Corchia 9' · Simon Kjær 70' | Reporte   |           | Asistencia: 11.106 espectadores Árbitro(s): Ruddy Buquet | Asistencia: 11.106 espectadores Árbitro(s): Ruddy Buquet |

### Semifinales
Los partidos de semifinales se jugaron el 3 y el 4 de febrero de 2015.
| 3 de febrero de 2015 | Lille OSC | 0:1 (0:1) | París Saint-Germain | Stade Pierre-Mauroy, Lille                                  |                                                             |
|                      |           | Reporte   | Maxwell 27'         | Asistencia: 41.977 espectadores Árbitro(s): Lionel Jaffredo | Asistencia: 41.977 espectadores Árbitro(s): Lionel Jaffredo |

| 4 de febrero de 2015 | AS Mónaco                                                                                            | 0:0 (t. s.)(0:0 t. s.)(6-7 p.) | SC Bastia                                                                             | Stade Louis II, Montecarlo                                |                                                           |
|                      | | Reporte                        |                                                                                       | Asistencia: 8.260 espectadores Árbitro(s): Antony Gautier | Asistencia: 8.260 espectadores Árbitro(s): Antony Gautier |
|                      | | Tiros desde el punto penal     |                                                                                       |                                                           |                                                           |
|                      | Martial · Bernardo Silva · Fabinho · Kurzawa · João Moutinho · Toulalan · Traoré · Echiéjilé · Dirar |                                | Boudebouz · Gillet · Sio · Modesto · Palmieri · Marange · Ongenda · Cioni · Squillaci |                                                           |                                                           |

### Final
La final se jugó el 11 de abril de 2015 en el Stade de France.
| 11 de abril de 2015 | Bastia | 0:4 (0:2) | París Saint-Germain                              | Stade de France, Saint-Denis                               |                                                            |
|                     |        | Reporte   | Ibrahimović 21' (pen.) 39' · E. Cavani 80' 90+2' | Asistencia: 72.000 espectadores Árbitro(s): Benoît Bastien | Asistencia: 72.000 espectadores Árbitro(s): Benoît Bastien |

## Campeón
| Bandera de Isla de Francia |
| Campeón                    |
| París Saint-Germain        |
| 5º título                  |